# فرانسه
فرانسه (به فرانسوی: La France) با عنوان رسمی جمهوری فرانسه (به فرانسوی: République française) یک کشور فراقاره‌ای در اروپای غربی است که دارای منطقه‌ها و قلمروهای بسیاری در آنسوی دریاها است.
فرانسه یکی از سه کشوری است که سواحلی هم در دریای مدیترانه و هم در اقیانوس اطلس دارد (دو کشور دیگر عبارتند از اسپانیا و مراکش) به دلیل شکل نقشه این کشور، در زبان فرانسوی به آن لقب l’Hexagone (معنی: شش‌ضلعی) داده‌اند. فرانسه از جنوب با آندورا و اسپانیا، از شرق با ایتالیا و سوئیس و آلمان و لوکزامبورگ و بلژیک، از جنوب با موناکو مرز زمینی دارد. همچنین از طریق کانال مانش با بریتانیا هم‌مرز است. بر مبنای آخرین داده‌های جغرافیایی بیشترین درازای سرزمین اصلی فرانسه (عرضی) ۹۶۳ کیلومتر است.
بر پایه مساحت، فرانسه بزرگ‌ترین کشور اروپای غربی و اتحادیه اروپا و همچنین سومین کشور بزرگ در کل قاره اروپا به‌شمار می‌آید.
جمعیت فرانسه فراتر از ۶۷٫۲ میلیون تَن است که با این شمار، فرانسه در رتبه دومین کشور پرجمعیت پس از آلمان در اتحادیه اروپا قرار می‌گیرد. پایتخت فرانسه، شهر پاریس است. این شهر بزرگ‌ترین شهر این کشور و مرکز اصلی تجارت و فرهنگ فرانسه است. قانون اساسی فرانسه برپایه یک همه‌پرسی در ۴ اکتبر ۱۹۵۸ به رسمیت رسیده است. این قانون تأکید بر ایجاد کشوری سکولار و دموکرات دارد که مردم در آن، حق حاکمیت را ایجاد می‌کنند. اعلامیهٔ حقوق انسان و شهروند که در انقلاب فرانسه تدوین شد و در گونه خود یکی از نخستین سندهای تاریخی در این زمینه به‌شمار می‌آید، به گونه‌ای بیانگر باورهای این کشور است.
پس از پایان قرون وسطا، فرانسه تبدیل به یکی از سه ابرقدرت در قاره اروپا شد به گونه‌ای که در سده‌های ۱۹ و ۲۰ دارای مناطق تحت استعمار بسیاری بود. همچنین در طول تاریخ طولانی این کشور، فرانسه تبدیل به مهم‌ترین کانون پرورش بسیاری از هنرمندان، اندیشمندان و دانشمندان در زمینه‌های گوناگون گردید تا جایی که این کشور را مرکز پیدایش و شکوفایی فرهنگ مدرن جهان می‌پندارند. در طی سده‌های هفدهم و هجدهم، جامعهٔ علمی، فرهنگی و هنری فرانسه و اندیشمندانی که از سراسر اروپا به آن می‌پیوستند دورانی را رقم زدند که از آن «دوره روشنگری» نامبرده می‌شود و از لحاظ دستاوردهای فکری و اجتماعی یکی از درخشان‌ترین دوره‌های تاریخ بشر است. فرانسه چهارمین کشور دارندهٔ بیشترین میراث جهانی یونسکو در جهان است. هر ساله بیش از ۸۸ میلیون گردشگر به این کشور سفر می‌کنند. این کشور دارنده مقام اول از نظر شمار گردشگر است.
در زمینه‌هایی چون فرهنگ، علوم بنیادی، صنعت و فناوری، هنر، نظام، اقتصاد و سیاست، فرانسه یکی از کشورهای مهم و اثرگذار جهان است. این کشور دارای رتبهٔ پنجم در میان دیگر کشورها از نظر بودجه و هزینه‌های نظامی است. همچنین از نظر ذخایر هسته‌ای، رتبهٔ سوم را داراست. فرانسه یکی از کشورهای توسعه یافته است که قدرت اقتصادی بسیاری دارد. از دید اقتصادی، هفتمین اقتصاد بزرگ جهان و از نظر برابری قدرت خرید رتبهٔ نهم جهان است.
در زمینهٔ استانداردهای بین‌المللی، فرانسه را می‌توان از کشورهای پیشرو دانست. استانداردهای بالای زندگی، تحصیلات، سلامت، امید به زندگی، آزادی و شاخص بالای توسعه انسانی فرانسه را از جمله کشورهای ایده‌آل برای زندگی معرفی می‌کند. فرانسه همچنین از کشورهای مؤسس سازمان ملل متحد بوده و یکی از پنج عضو دائم شورای امنیت سازمان ملل متحد است. فرانسه همچنین در چندین گروه و نهاد بین‌المللی دیگر چون فرانسه‌زبانی، گروه هشت، گروه بیست، ناتو، سازمان همکاری اقتصادی و توسعه، سازمان تجارت جهانی و اتحادیهٔ لاتین عضویت دارد. این کشور همچنین از کشورهای پیشرو در تأسیس اتحادیه اروپا بوده است. فرانسه همچنین از تاریخ ۲۴ اکتبر ۱۹۴۵ در سازمان ملل متحد نیز عضو است.

## ریشهٔ نام
واژه فرانسه (France) برگرفته شده از واژه لاتین Francia به معنای کشور فرانک‌ها است. البته دربارهٔ ریشهٔ واژه فرانک نیز دیدگاه‌های گوناگونی وجود دارد. یکی از این نگرش‌ها اشاره به این دارد که واژهٔ فرانک از کلمهٔ frankon برگرفته شده است. نگرهٔ دیگری نیز به این موضوع اشاره می‌کند که فرانک در زبان باستانی ژرمنی به معنای آزاد است. واژه‌ای مخالف برده و برده‌داری.
بر پایه گفته‌های یک تاریخ‌شناس اهل جمهوری چک، نام فرانسه برگرفته شده از Franci (یا Francio) یکی از پادشاهان کهن ژرمن است که قلمرو اش تا استراسبورگ و بلژیک گسترش یافته بود. ژولیوس سزار نیز از نام Francio برای نام بردن از این سرزمین در یادداشت‌های خود استفاده می‌کرده است.

## تاریخ

### پیش از تاریخ
برپایه کهن‌ترین مدارک به‌دست آمده، انسان‌هایی در منطقه‌ای که امروزه با عنوان کشور فرانسه شناخته می‌شود در حدود ۱٫۸ میلیون سال گذشته می‌زیسته‌اند. این انسان‌ها در رویارویی با عوامل مختلف آب‌وهوایی آغاز به زندگی عشایری و شکارچی-گردآورنده کرده‌اند. فرانسه دارای غارهای بسیاری چون لاسکو است که پیشینه آثار شکل گرفتهٔ روی آن به دوران پارینه‌سنگی می‌رسد.
پس از پایان واپسین دوره یخبندان (نزدیک ۱۰٫۰۰۰ سال پیش از میلاد)، هوای این منطقه رو به عادی شدن گذاشت و حدود ۷٫۰۰۰ سال پیش از میلاد، این منطقه از اروپای غربی وارد دوران نوسنگی شد. سپس شاهد رشد و شکوفایی در زمینه‌های جمعیتی و کشاورزی هستیم که این رخداد در میانهٔ هزاره چهارم و سوم اتفاق افتاد.

### گُل‌ها
نیاکان بخشی از فرانسوی‌ها گُل‌ها (Gaulois) بودند و تبار سلتی داشتند. اینان تا زمان ژولیوس سزار فرمانروای نیرومند جمهوری روم فرمانروایی بومی خود را داشتند تا سرانجام به دست سزار سرنگون شدند و کشورشان بخشی از امپراتوری روم شد.

## جغرافیا
فرانسه از شمال شرقی، شرق و جنوب غربی دارای مرزهای مشترک با بلژیک، لوکزامبورگ، آلمان، سوئیس، ایتالیا، موناکو، اسپانیا و آندورا است. خاک کشور فرانسه در اروپا شامل مساحتی ۵۴۷٫۰۳۰ کیلومترمربعی می‌شود که با این شمار، فرانسه بزرگ‌ترین کشور در میان اعضای اتحادیه اروپا، از دید مساحت است. فرانسه همچنین دارای جاذبه‌های طبیعی بسیاری همچون جاذبه‌های ساحلی در مناطق شمالی و غربی و مناظر کوهستانی بیشتر مربوط به رشته‌کوه‌های آلپ در بخش شرقی است.

### آب و هوا
بخش‌های شمالی و شمال شرقی فرانسه دارای آب‌وهوای معتدل است. بخش‌های جنوبی نیز آب‌وهوای مدیترانه‌ای دارند. بخش‌های غربی فرانسه دارای اقلیم اقیانوسی است؛ یعنی این مناطق دارای میزان بارش بالایی بوده و زمستان‌هایی معتدل و تابستان‌هایی گرم را تجربه می‌کنند. شرق این کشور نیز داری آب و هوای کوهستانی است. دیگر مناطق فرانسه معمولاً از تابستان‌هایی گرم و گاهی طوفانی و زمستان‌هایی سرد برخوردارند.

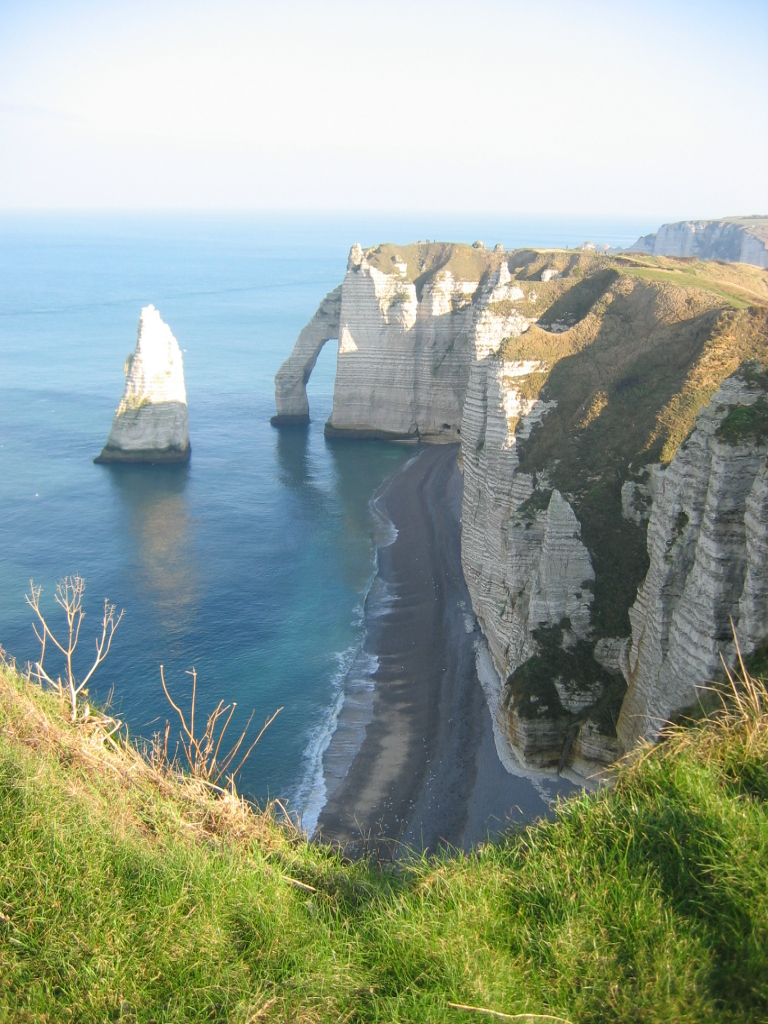
صخره‌ای آهکی در نورماندی
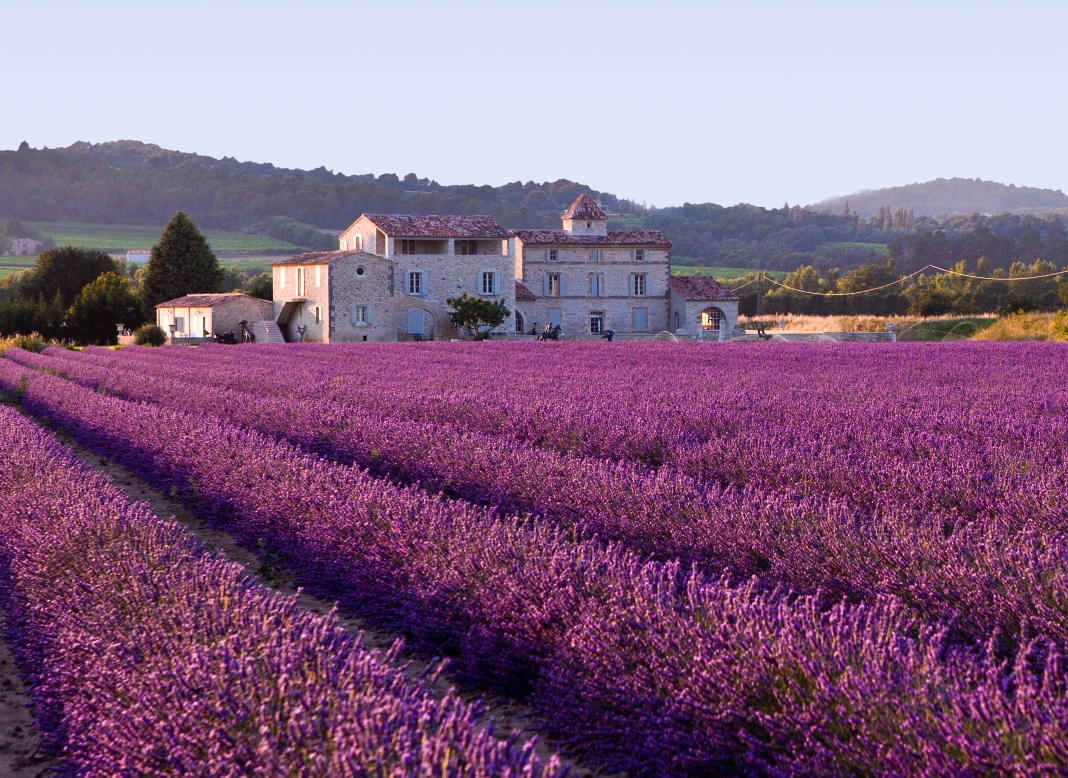
آب‌وهوای مدیترانه‌ای در جنوب فرانسه - پروانس
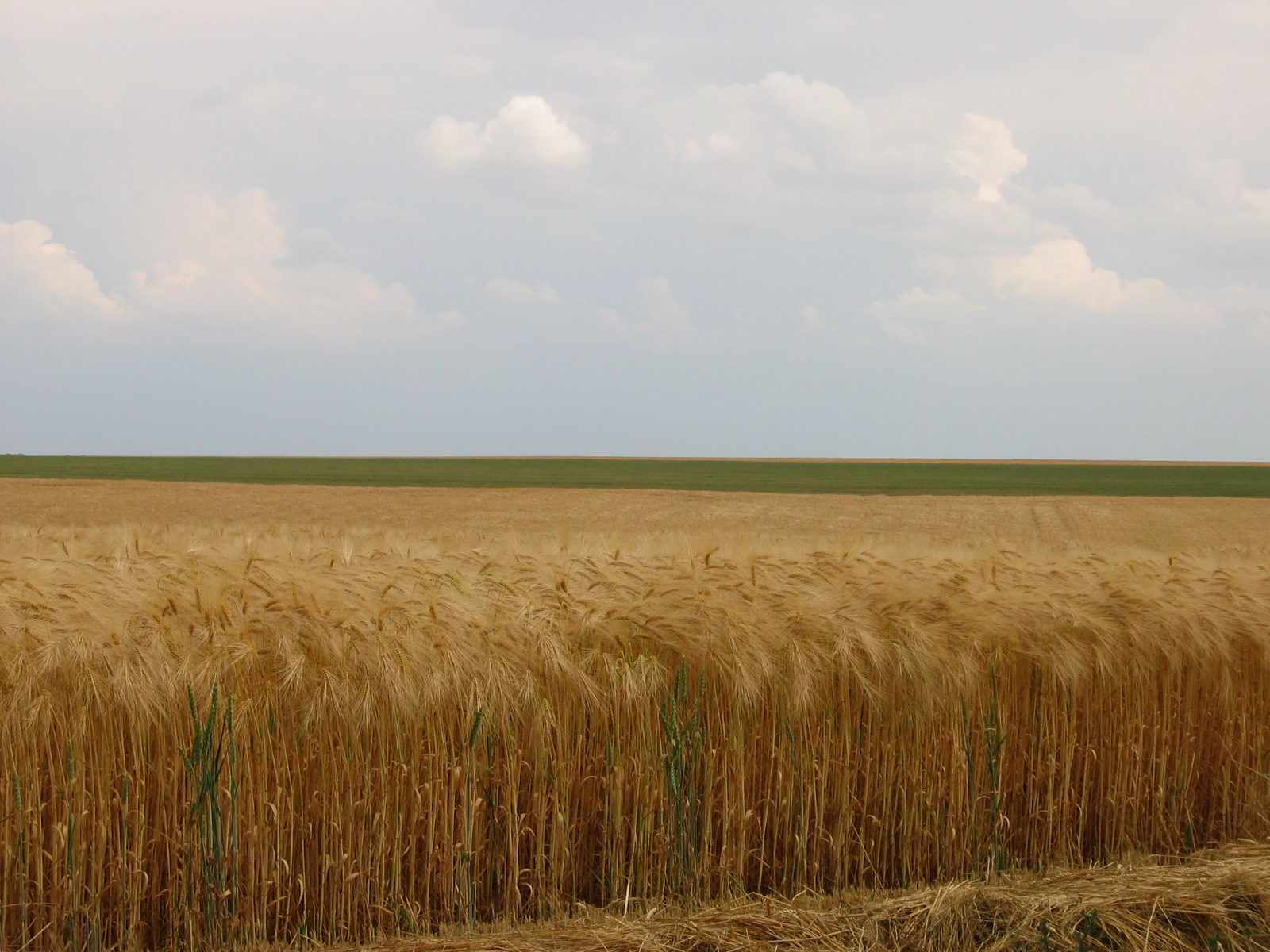
دشتی در بین سن و لوار
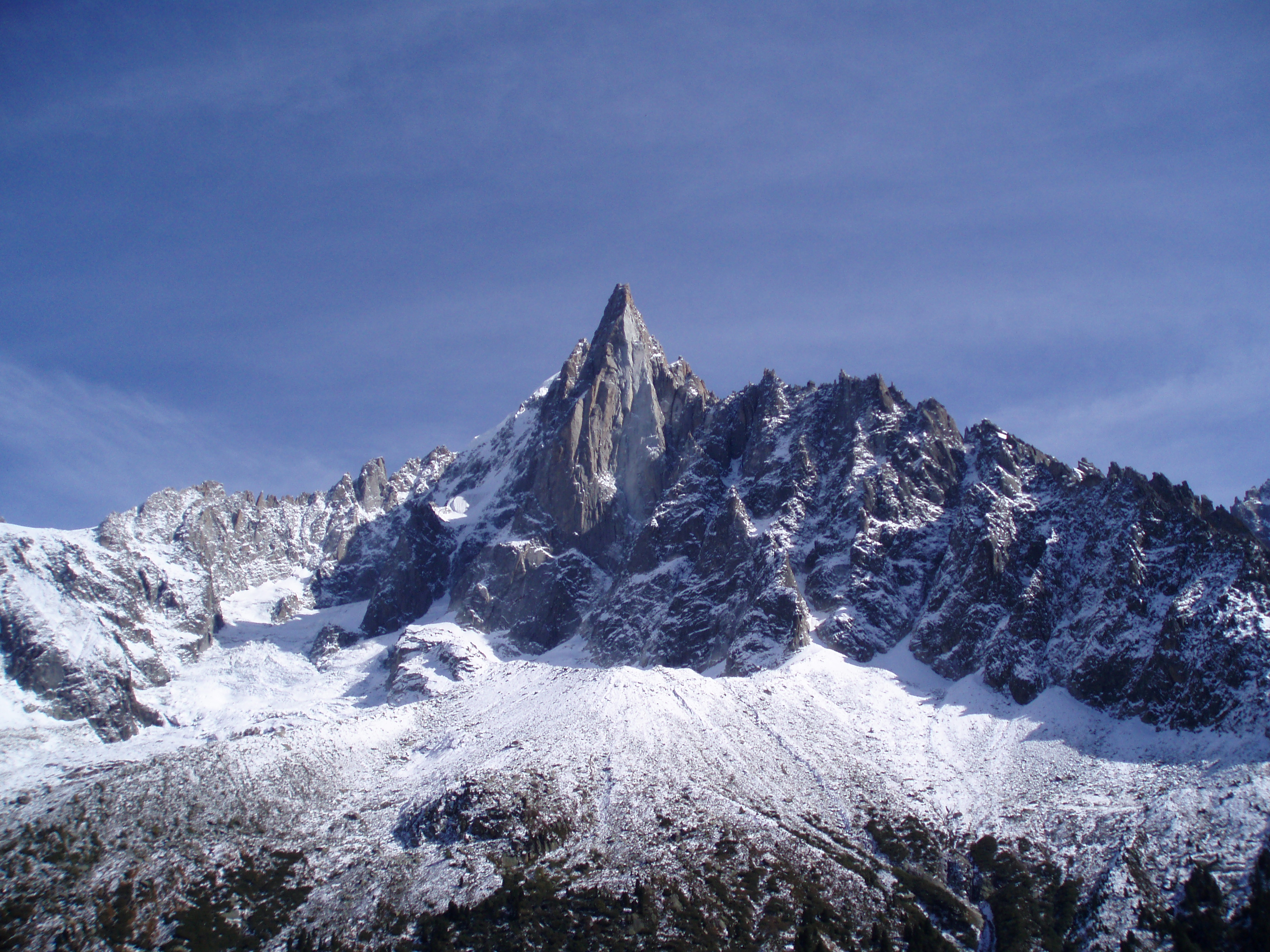
هوا در رشته کوه‌های آلپ فرانسه
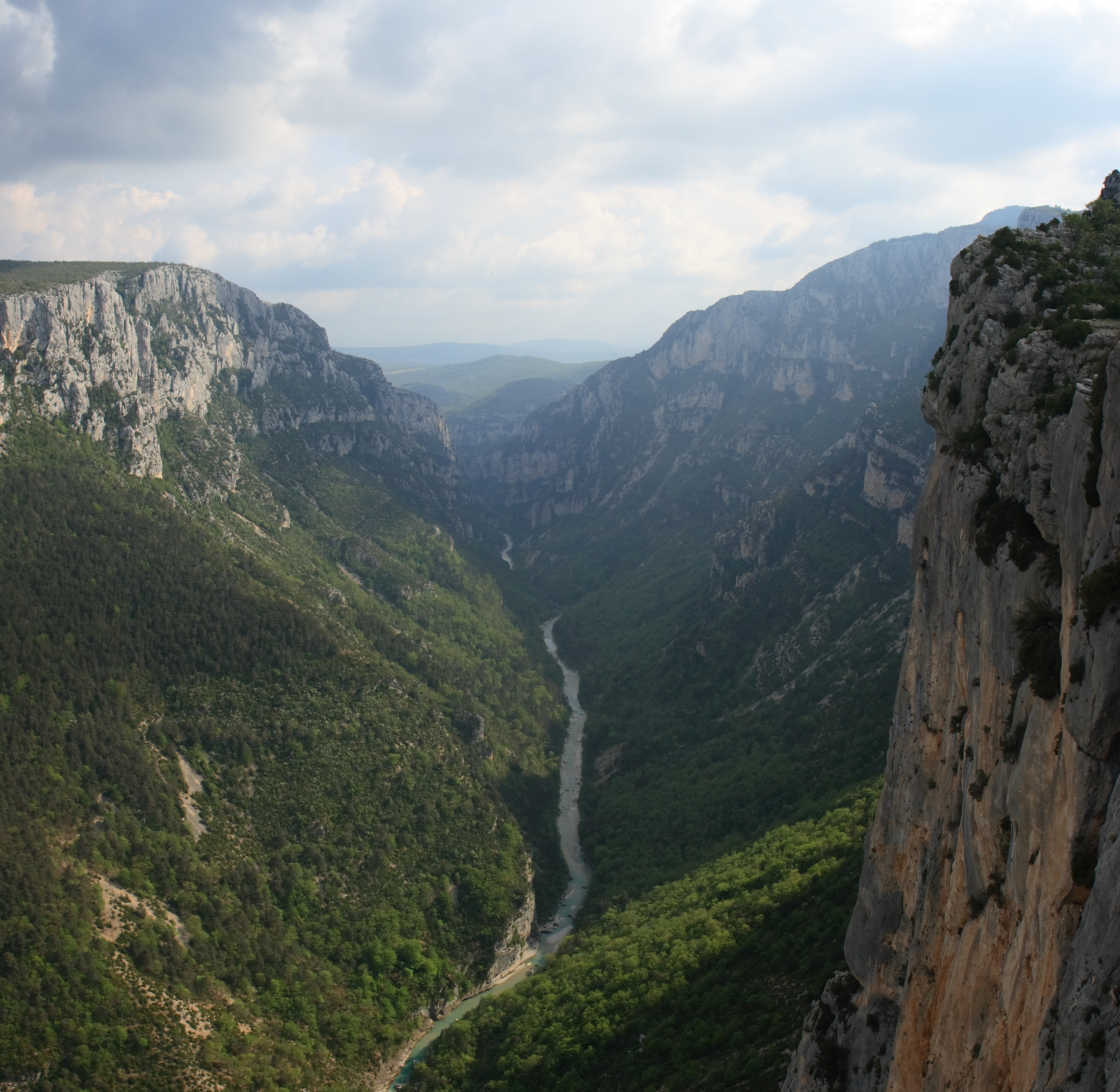
منطقه‌ای در پروانس
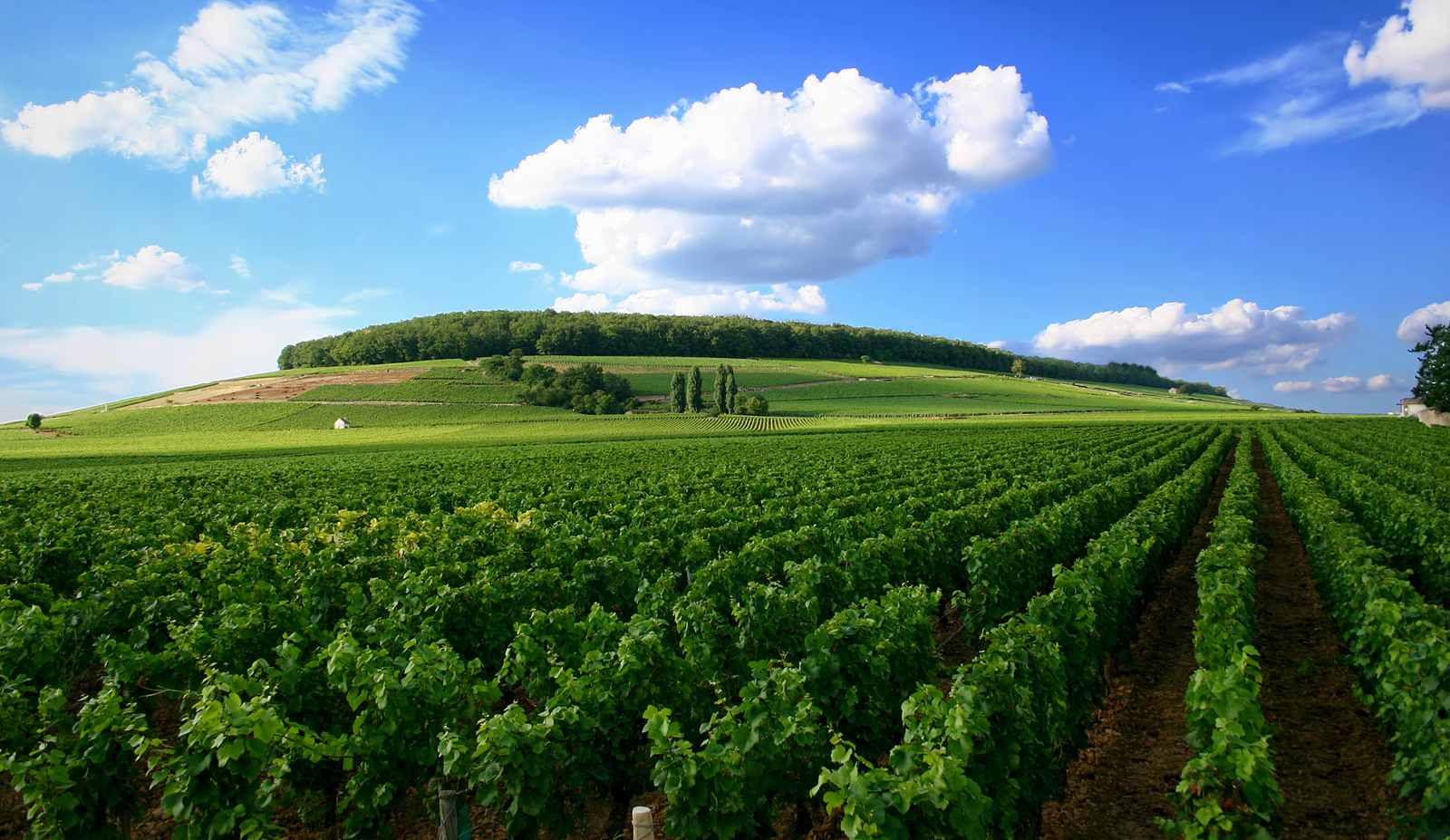
بورگونی
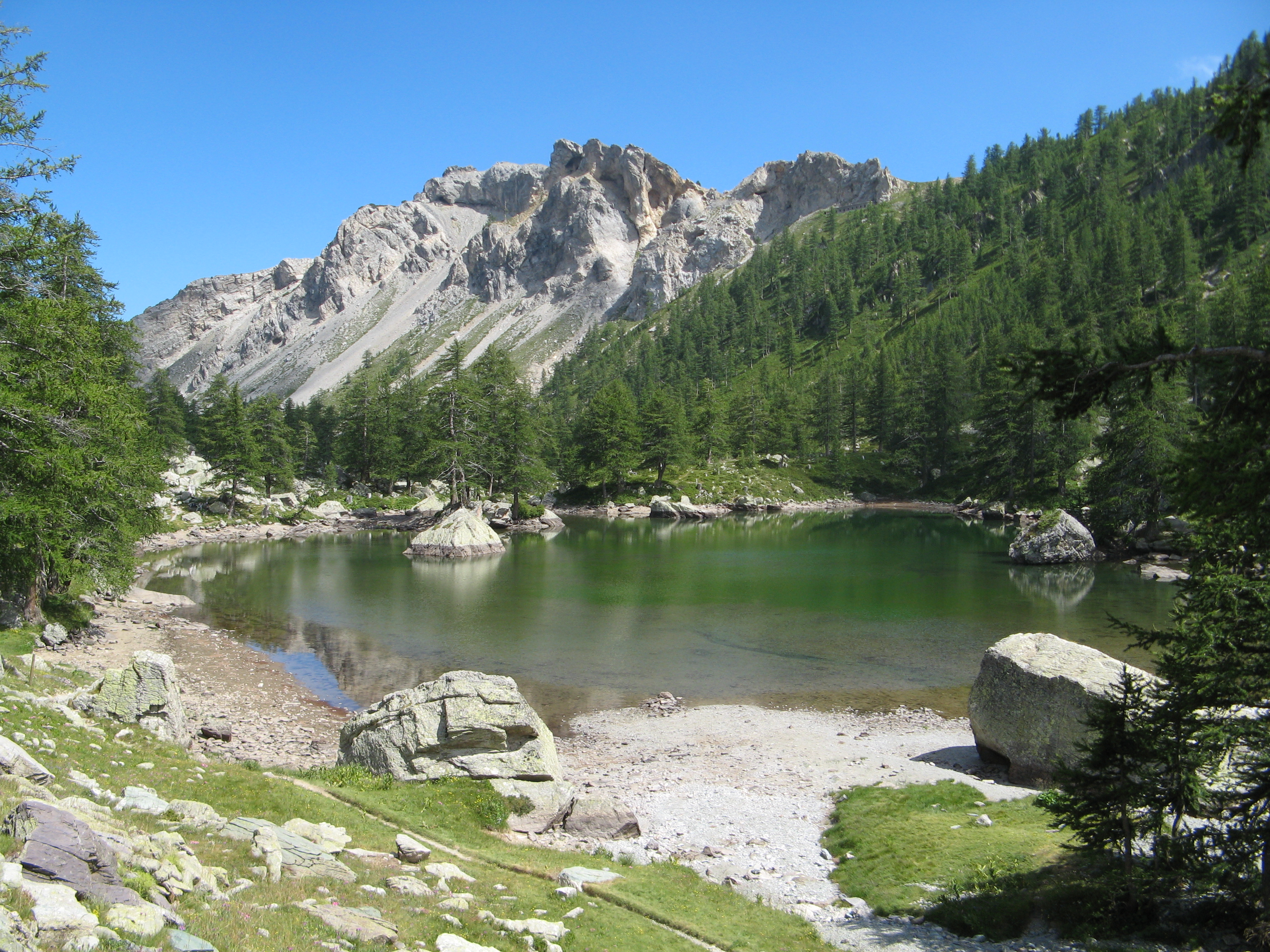
آب‌وهوای کوه‌های آلپ در پارک ملی مرکانتوغ
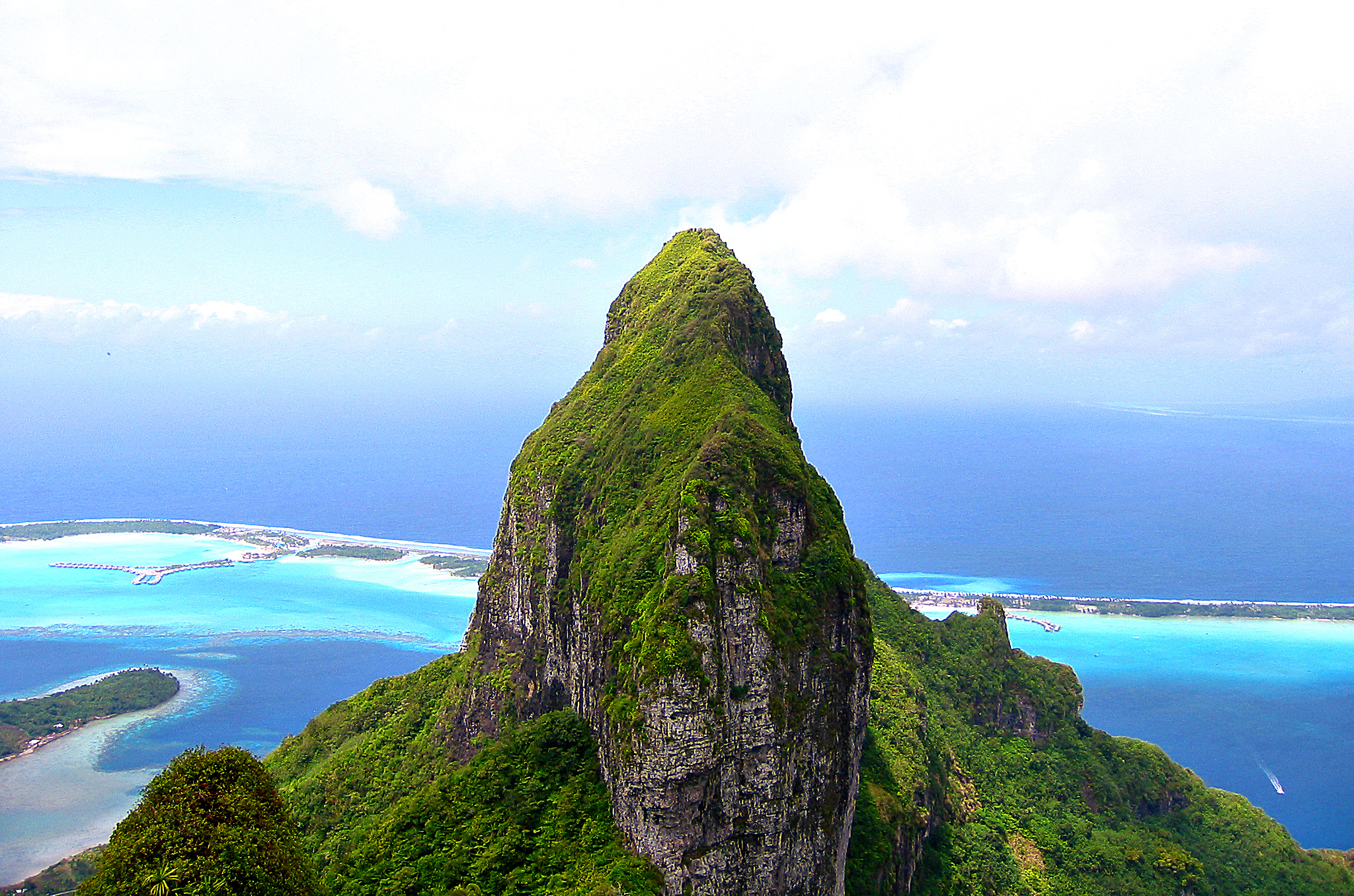
اقلیم گرمسیری در بورا بورا
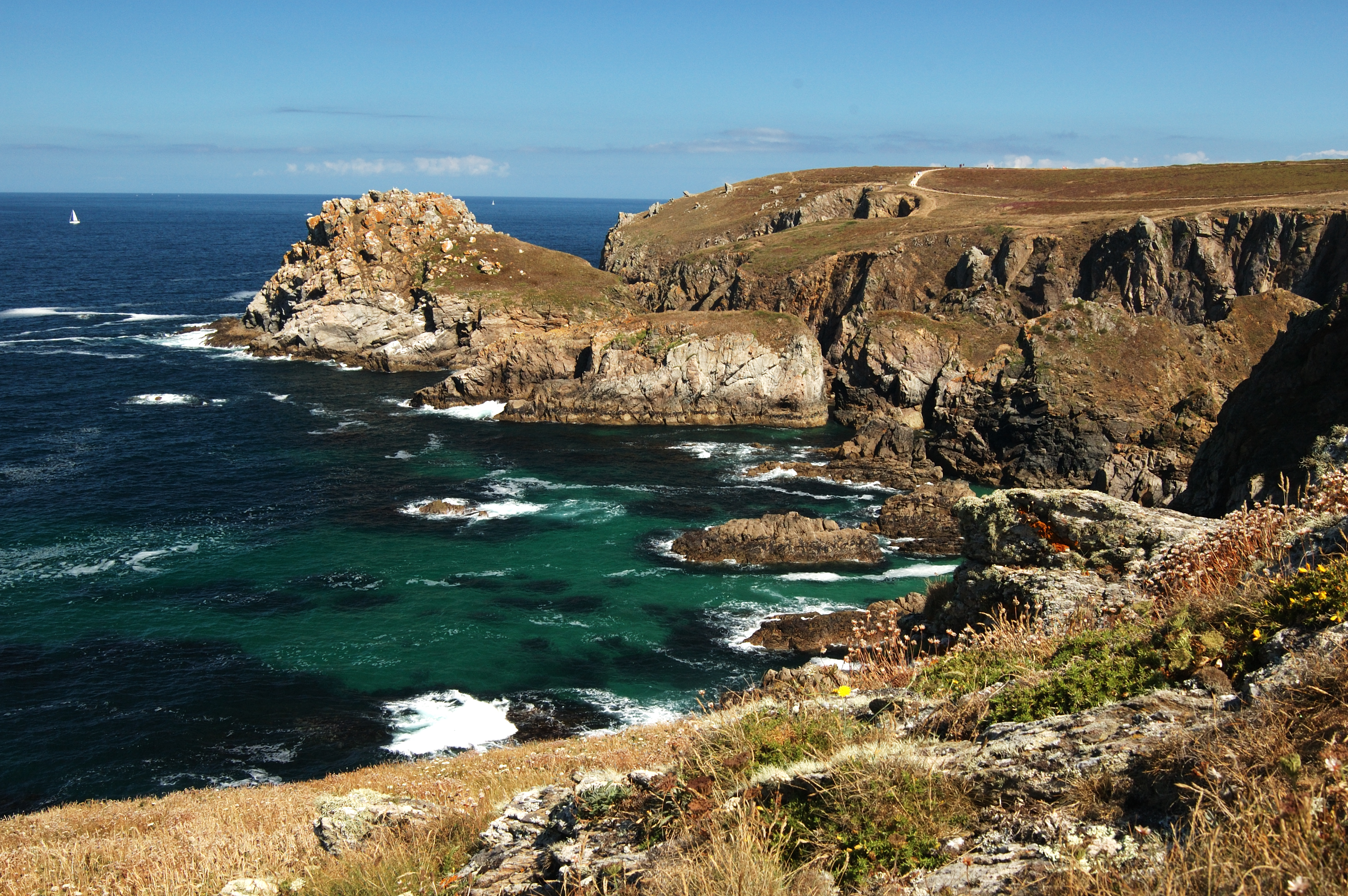
منطقه غربی برتانی
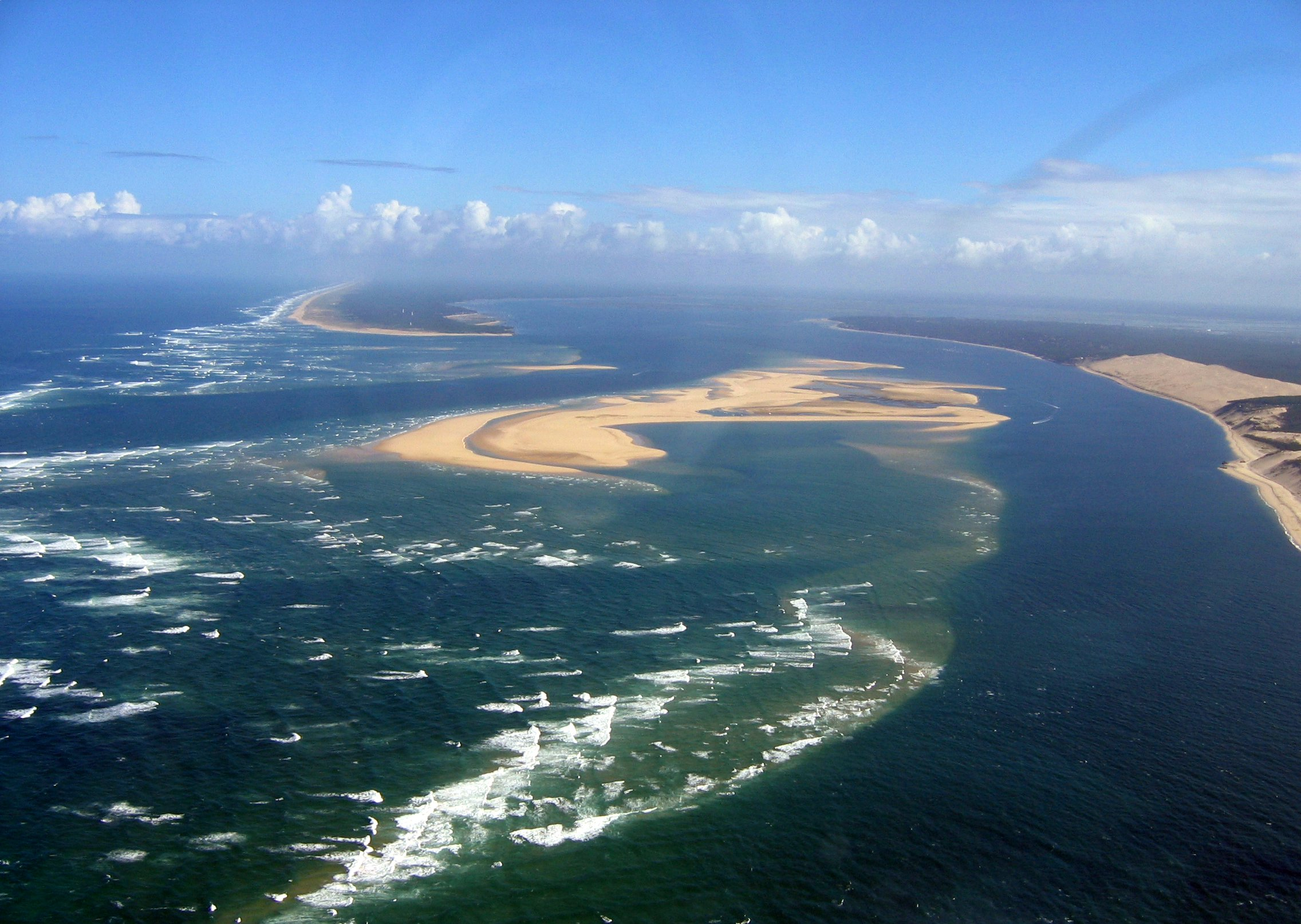
اقلیم اقیانوسی در منطقه‌ای در جنوب‌غربی فرانسه
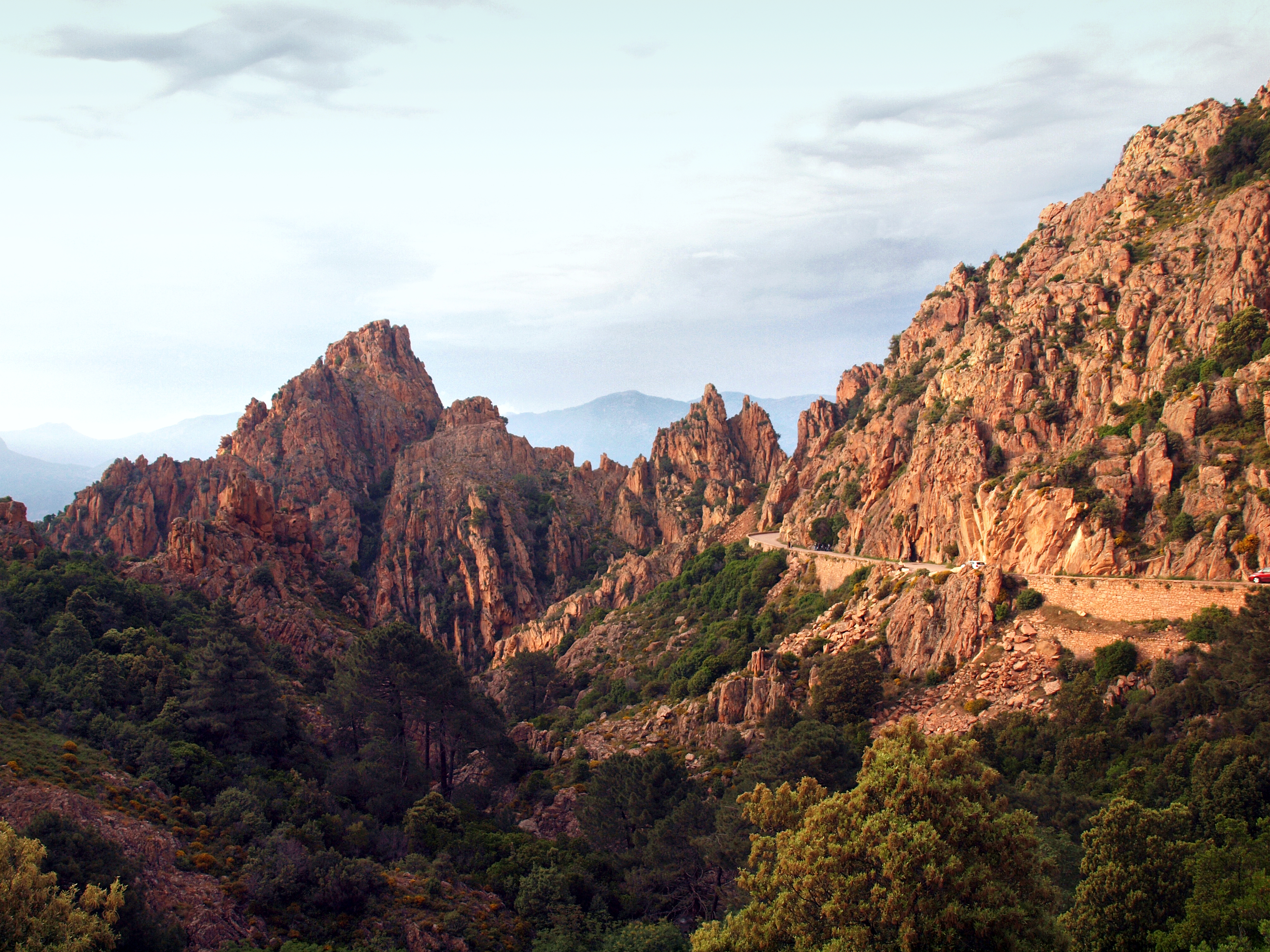
آب‌وهوای جزیره کرس

### محیط زیست

پارک‌های طبیعی محلی، ملی و دیگر مناطق طبیعی در فرانسه

فرانسه یکی از نخستین کشورهای جهان است که در سال ۱۹۷۱ برای خود یک وزارت‌خانه در رابطه با محیط زیست ایجاد کرد. همچنین با اینکه فرانسه یکی از کشورهای صنعتی جهان شمرده می‌شود، اما دارنده رتبه هفدهم تولیدکننده دی‌اکسید کربن در جهان است و در کنار کشورهای کم جمعیت جهان چون کانادا و استرالیا جای گرفته است. البته این اهمیت به محیط زیست از زمانی آغاز شد که فرانسه با بحران نفتی سال ۱۹۷۳ دست‌به‌گریبان بود و تصمیم به این گرفت که روی به انرژی هسته‌ای بیاورد. اهمیت انرژی هسته‌ای برای فرانسه به اندازه‌ای شد که امروزه بیش از ۷۵٪ از برق این کشور نیز از همین روش تأمین می‌شود که در نتیجه برابر شد با آلودگی کمتر محیط زیست. ۲۸درصد از خاک فرانسه شامل جنگل می‌شود. این کشور همچنین دارنده ۹ پارک ملی و ۴۶ پارک طبیعی است. دولت فرانسه بنابر برنامه‌هایش قرار است تا سال ۲۰۲۰ بیش از ۲۰ درصد از مناطق انحصاری اقتصادی خویش را تبدیل به مناطق حفاظت‌شده کند.
برپایهٔ گزارشی که توسط دو دانشگاه ییل و دانشگاه کلمبیا در سال ۲۰۱۲ تهیه شد؛ نشان می‌دهد فرانسه ششمین کشور آگاه و هشیار در زمینهٔ محیط زیست است. در گزارش پیشین این دو نهاد آموزشی که در سال ۲۰۱۱ منتشر شده بود، رتبهٔ فرانسه هفتم بود که یک رتبه بالاروی را بیان می‌کند.

## سیاست

### حکومت

سازوکار حکومت فرانسه

فرانسه دارای یک حکومت متمرکز بر اساس نظام نیمه‌ریاستی است. قانون اساسی کنونی این کشور برپایه همه‌پرسی در ۲۸ سپتامبر ۱۹۵۸ تأیید و اجرایی شد که تأکید بسیاری بر توانبخشی رابطه شاخه اجرایی (دولت) با شاخه قانون‌گذاری (مجلس) دارد. شاخه اجرایی خود شامل دو بخش می‌شود، بخش نخست ریاست جمهوری است که هر پنج سال با رای مستقیم مردم انتخاب می‌شود و ریاست شاخه اجرایی را بر عهده می‌گیرد. اکنون امانوئل مکرون عهده‌دار این جایگاه است که در سال ۲۰۱۷ و در انتخابات دور دوم به ریاست جمهوری برگزیده شد. بخش دوم مقام نخست‌وزیری است که اکنون ژان کاستکس عهده‌دار آن است.

قصر بوربون، محل جلسات مجمع ملی فرانسه

مجلس فرانسه نیز از دو بخش تشکیل شده، یکی مجمع ملی و دیگری سنا. مجمع ملی شامل نمایندگان محلی است که با رای مستقیم مردم برای دوره‌های پنج ساله انتخاب می‌شوند. این مجلس قدرت انحلال کابینه دولت را دارند؛ اما بخش دوم، سناست که شامل سناتورها می‌شود. سناتورها برای دوره‌های شش ساله (پیش‌تر ۹ ساله) و توسط هیئت انتخابات برگزیده می‌شوند. قدرت قانون‌گذاری سنا کوچک است. در صورت ایجاد شدن مشکل در میان شورای ملی و سنا، سخن مورد تأیید نهایی را مجمع ملی خواهد زد.

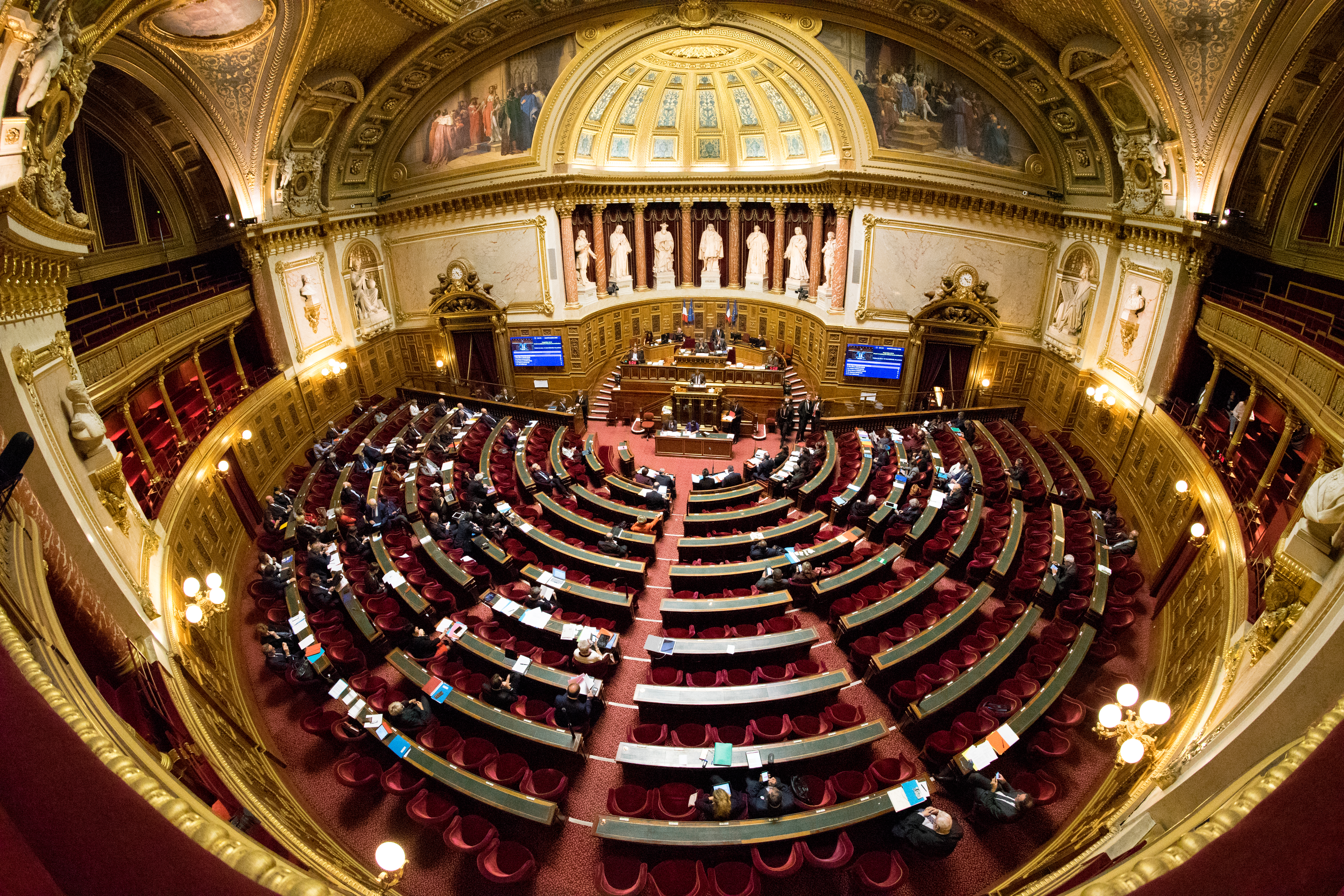
سنای فرانسه در کاخ لوکزامبورگ، پاریس

### قانون
کشور فرانسه از نظام حقوقی رومی-ژرمنی استفاده می‌کند. به عنوان مثال، قاضی امکان ساخت و ایجاد احکام جدید را ندارد و باید بر اساس تفسیرش حکم را صادر کند. (تفسیر مذکور باید همخوان با تفاسیر دیگر قضات در شرایط مشابه باشد)
حقوق در فرانسه شامل دو شاخه حقوق عمومی و حقوق خصوصی می‌شود. حقوق خصوصی شامل حقوق مدنی و احکام جزایی بوده، در حالی که حقوق عمومی دربارهٔ احکام اداری و قانون اساسی است. به‌طور کلی، قانون فرانسه شامل سه جزء اصلی می‌شود که عبارتند از حقوق مدنی، حقوق جزا (مجرمین) و اداری. احکام جزایی متمرکز بر آینده است. حقوق اداری هم که در بسیاری از کشورها جزئی از حقوق مدنی شمرده می‌شود، در فرانسه شاخه‌ای کاملاً جداگانه است.
فرانسه از کشورهای سکولار بوده و از احکام وابسته به دین استفاده نمی‌کند.

### سیاست خارجی

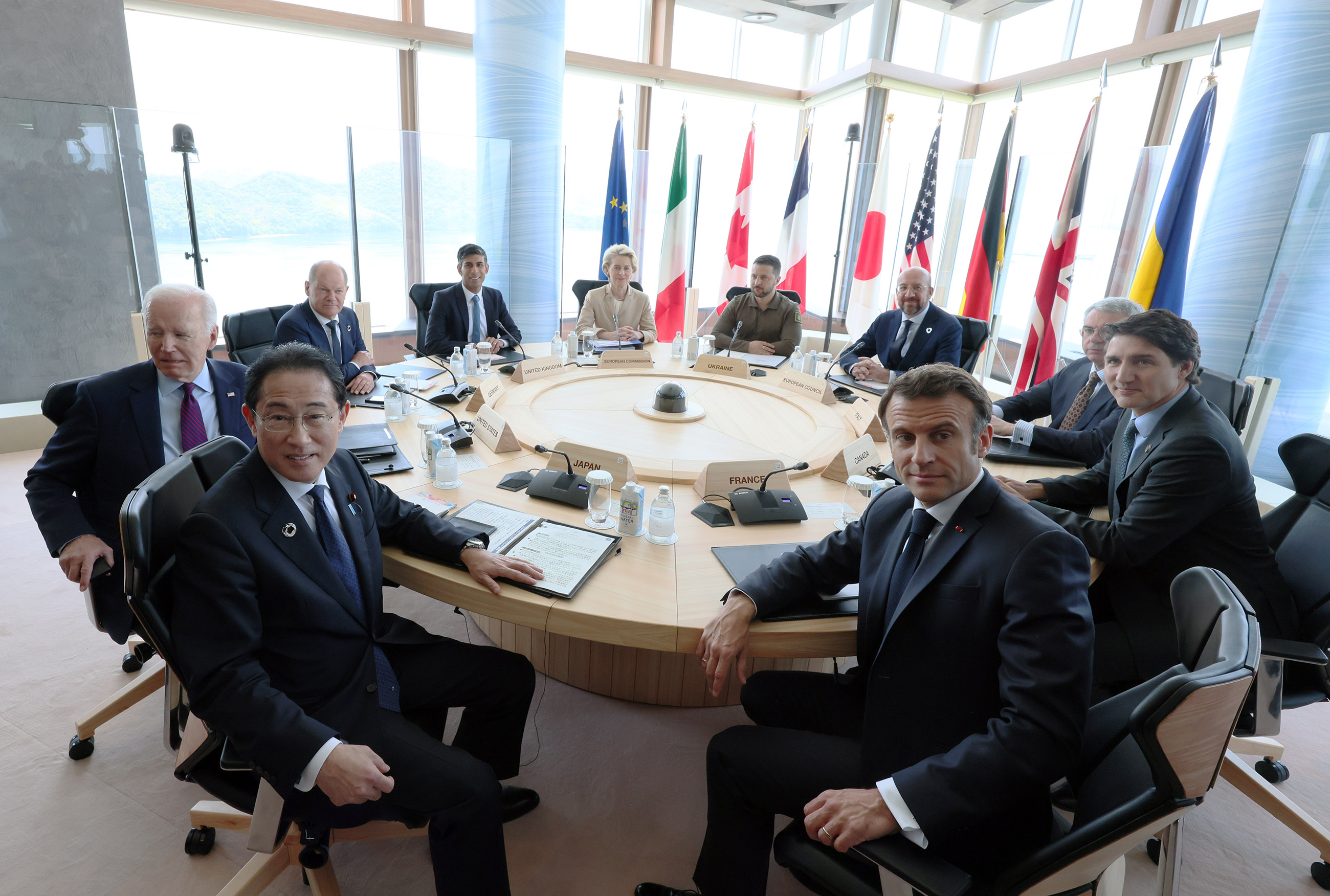
امانوئل مکرون میان رهبران گروه هفت جلسه‌ای پیرامون اوکراین

فرانسه یکی از کشورهای عضو سازمان ملل متحد و یکی از پنج عضو دائم شورای امنیت این سازمان است که حق وتو دارد. فرانسه همچنین از اعضای دیگر گروه‌های بین‌المللی همچون گروه هشت، گروه بیست، ناتو، سازمان همکاری اقتصادی و توسعه و سازمان تجارت جهانی است. بسیاری از نهادهای بین‌المللی همچون سازمان همکاری اقتصادی و توسعه، یونسکو، پلیس بین‌الملل، ادارهٔ بین‌المللی اوزان و مقیاس‌ها و فرانسه‌زبانی مقر اصلی خود را در خاک فرانسه ایجاد کرده‌اند.
نیروی اصلی این کشور پس از دوران جنگ جهانی و پس از پیوستنش به اتحادیهٔ اروپا - که خود یکی از کشورهای بنیان‌گذار این اتحادیه بود - روی داد. فرانسه پس از جنگ در دهه ۱۹۶۰ میلادی آغاز به ایجاد روابط نزدیکی با آلمان، که پس از جنگ تبدیل به ویرانه‌ای شده بود، کرد و توانست نیروی خود را افزایش دهد.

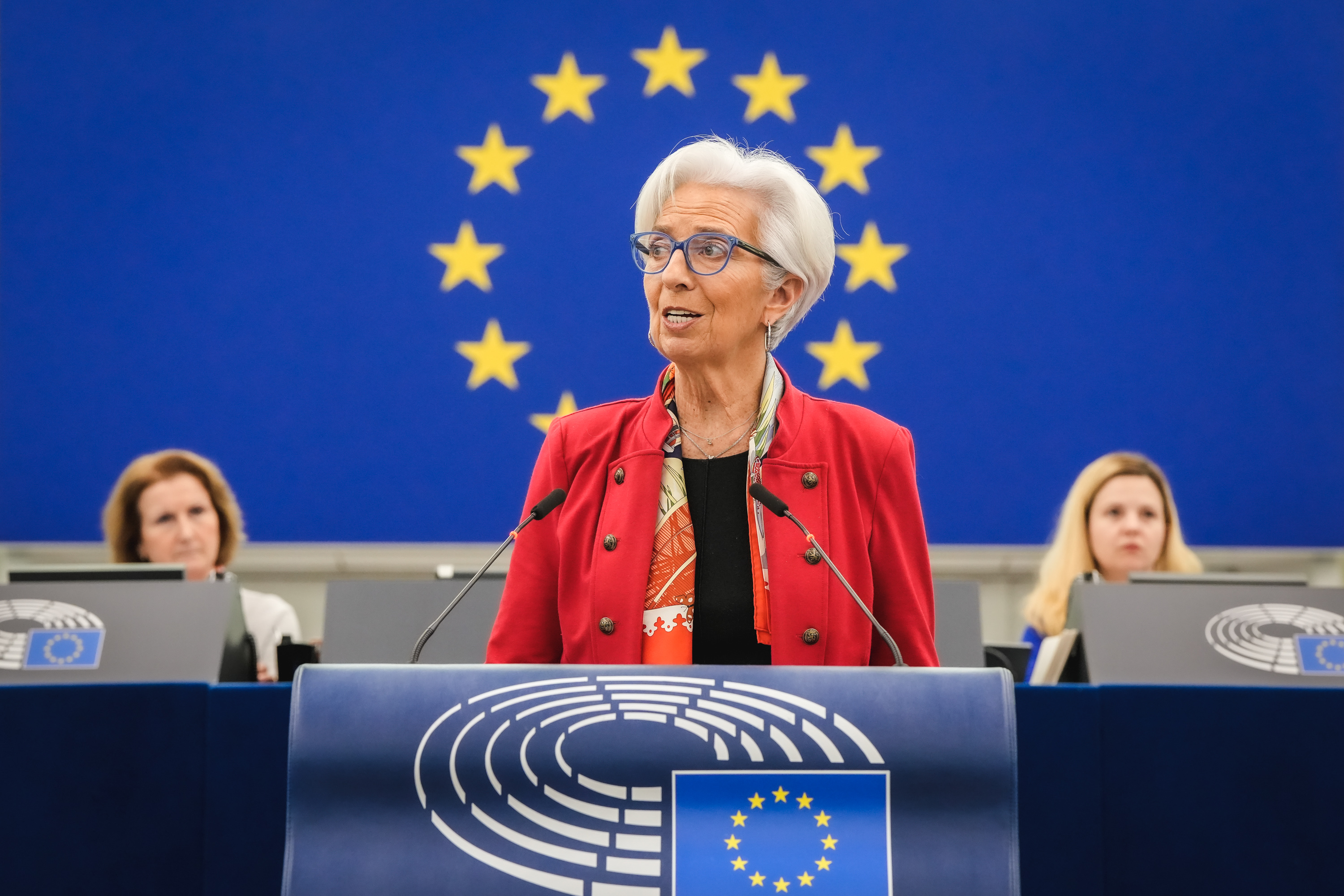
کریستین لاگارد رئیس صندوق بین‌المللی پول

کشور فرانسه از اعضای پیمان آتلانتیک شمالی - ناتو است اما پس از ماجرای ارتباط نزدیک آمریکا و انگلیس با یکدیگر و در راستای نگهداری از استقلال سیاست خارجی و سیاست‌های امنیتی خود، به نشانه خرده‌گیری، از عضویت در شورای فرماندهی ناتو چشم پوشی کرد و خارج شد. فرانسه همچنین گرایش بسیاری به شرکت در جنگ عراق نداشت. در سال ۲۰۰۹ و به دلیل پشتیبانی نیکولا سارکوزی، رئیس‌جمهور وقت فرانسه که گرایش بسیاری به آمریکا داشت، فرانسه دوباره به شورای فرماندهی ناتو ملحق شد.
فرانسه از دیدگاه اقتصادی و نظامی کشورهایی که سال‌ها پیش، تحت استعمارش بودند، مانند چاد و ساحل عاج را پشتیبانی کرده و حتی برای برقراری صلح در این کشورها، نیروهای نظامی خویش را روانه این کشورها می‌کند. در واپسین کمک نظامی، فرانسه برای کمک به ارتش مالی، نیروهای نظامی خود را برای کمک به این کشور فرستاده است.

### نظامی

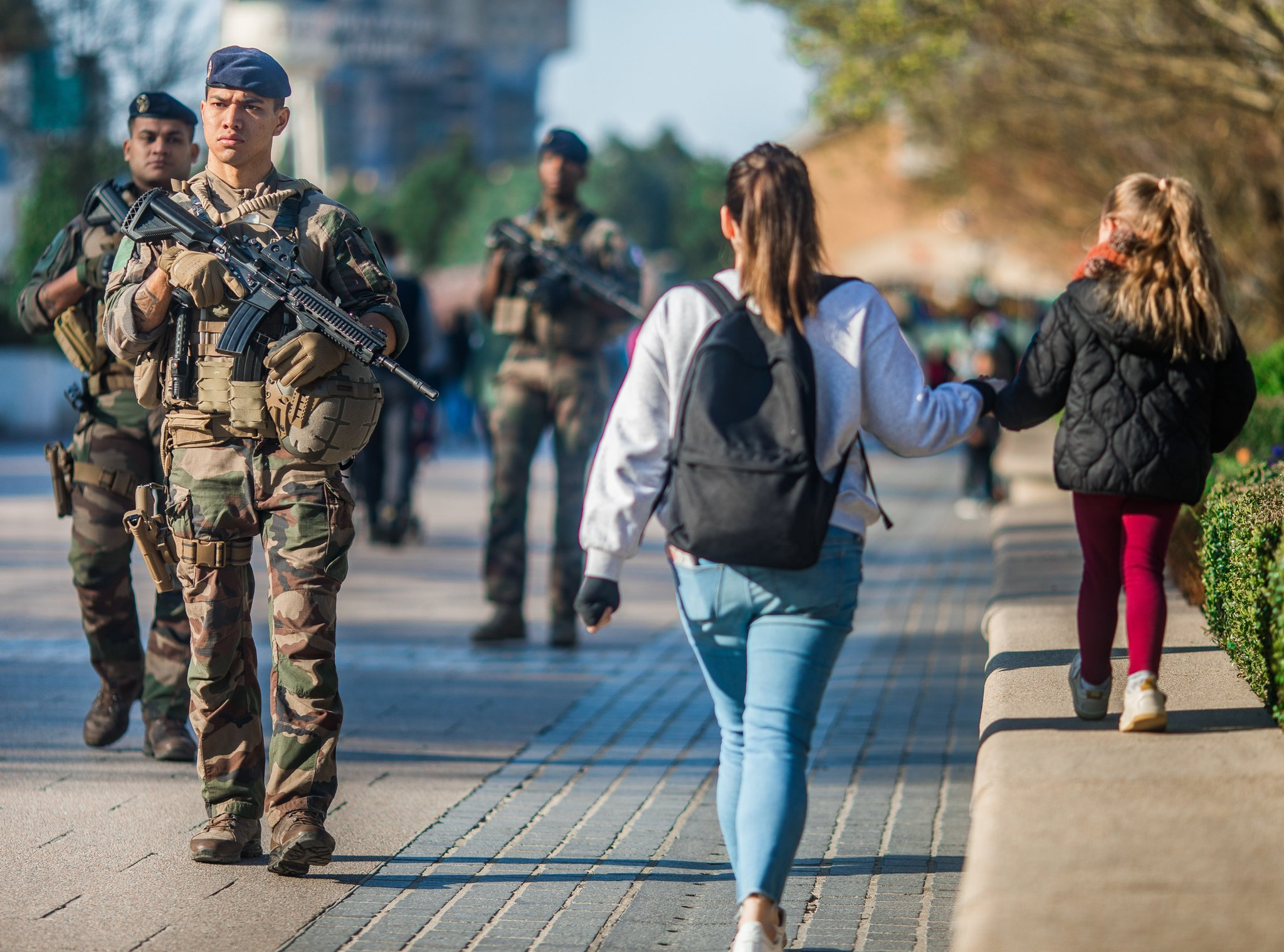
سربازهای فرانسوی درحال گشت‌زنی در شهر

نیروهای مسلح فرانسه (یا به فرانسوی: Armées françaises) نیروهای نظامی این کشور هستند که زیر فرماندهی رئیس‌جمهور قرار دارند. این نیروها شامل سه دسته اصلی نیروی زمینی، نیروی دریایی و نیروی هوایی می‌شوند. همچنین ژاندارمری فرانسه نیز از نهادهای نظامی این کشور است. همه یگان‌های نظامی این کشور زیر دید وزارت دفاع هستند، درحالی که ژاندارمری زیر دید وزارت کشور فرانسه کار می‌کند.
ژاندارمری با کمک پلیس ملی وظیفه تأمین امنیت درون کشور (روستایی و شهری) را برعهده دارند.
فرانسه از اعضای شورای امنیت سازمان ملل و از دارندگان رسمی سلاح‌های هسته‌ای است. فرانسه پیمان ان‌پی‌تی را پذیرفته است.

## بخش‌های کشوری

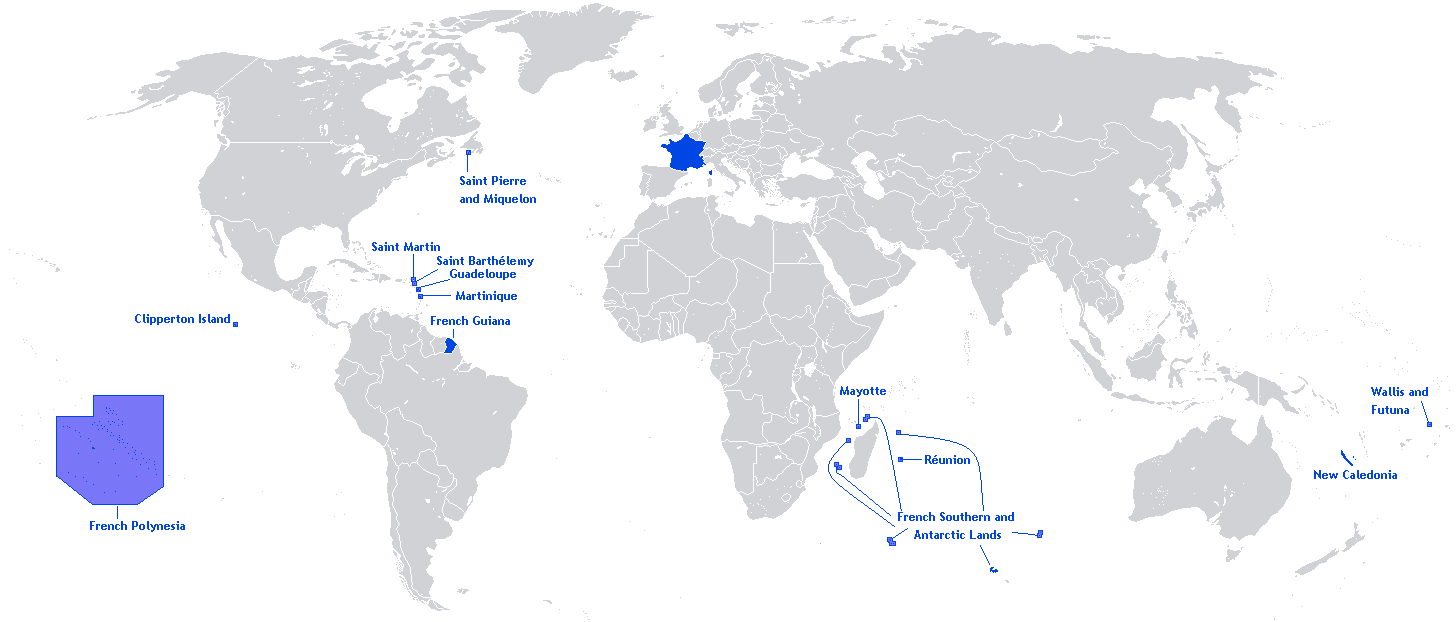
شهرستان‌ها و سرزمین‌های ماورای دریاهای فرانسه

مساحت کشور فرانسه برابر با ۶۴۳ هزار کیلومتر مربع بوده و گسترده‌ترین کشور اروپای غربی است (یک سوم گستره ایران) و منطقه دریایی گسترده‌ای را در اختیار دارد.
سطح فرانسه شبیه به یک شش‌ضلعی است، که سه ضلع آن به آب منتهی می‌شوند. (دریای مدیترانه و اقیانوس اطلس)
بر اساس واپسین تقسیمات کشوری فرانسه به ۲۲ ناحیه بخش و از ۹۶ شهرستان (یا دپارتمان) تشکیل شده که زیر دید دولت مرکزی اداره می‌شوند و زیر نظارت شورای انتخابی محلی کار می‌کنند.
همچنین هر ناحیه به کانتون‌ها و بخش‌هایی بخش شده و هر بخش از شورای شهر و شهردار خاص خود برخوردار است.
علاوه بر خاک اصلی این کشور در اروپا به شرح فوق، سرزمین‌های دیگری بیشتر به صورت جزیره نیز تحت حاکمیت و سلطهٔ حکومت فرانسه قرار دارند.
از این جمله می‌توان به کالِدونیای جدید و والیس و فوتونا در شرق استرالیا، جزایر سنت مارتین در محدوده میان دو آمریکای شمالی و جنوبی، و همچنین جزایری مانند مایوت در جنوب آفریقا اشاره کرد.
از بزرگترینِ این مناطق می‌توان به گویانِ فرانسه یا گویان با مساحت حدودی ۸۳ هزار کیلومتر مربع اشاره کرد که در همسایگی برزیل در آمریکای جنوبی قرار دارد.

## شهرهای اصلی

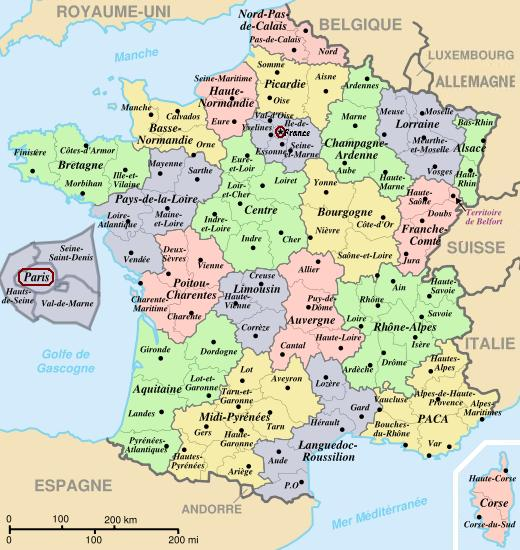
نقشه جغرافیای سیاسی فرانسه همراه با ۲۲ ناحیه و ۹۶ شهرستان

- پاریس: ۲٬۱۳۹٬۰۰۰ نفر
- بوردو: ۲۳۲٬۰۰۰
- مارسی: ۷۹۵٬۰۰۰
- لیل: ۲۲۸٬۰۰۰
- لیون: ۴۷۲٬۰۰۰
- مون‌پلیه: ۲۴۸٬۰۰۰
- استراسبورگ: ۲۷۵٬۰۰۰
- نانت: ۲۷۷٬۰۰۰
- نانسی: ۱۰۵٬۰۰۰
- نیس: ۳۳۹٬۰۰۰
- تولوز: ۴۳۳٬۰۰۰
- گرونوبل: ۱۵۹٬۰۰۰
- رنس: ۲۰۰۰۰۰

## اقتصاد
در فرانسه تاکستان‌ها و توتستان‌ها، باغ‌های مرکبات و زیتون و گلزارها نزدیک مارسی قرار دارند. عطرهای معروف فرانسه از همین گلزارها فراهم می‌آید. در جنوب غربی فرانسه رود گارون از سرزمینی می‌گذرد که به آن سرزمین ذرت و شراب می‌گویند. در شمال این سرزمین منطقه‌ای است که گندم فراوان در آن به عمل می‌آید و آن را انبار غله فرانسه می‌نامند. در فلات جنوب فرانسه کشاورزان گوسفند و بز پرورش می‌دهند و پنیر معروف فرانسه در همین فلات تهیه می‌شود. بسیاری از کشاورزان فرانسه چهارپایان اهلی دارند. شهرهای فرانسه نیز مانند مناطق کشاورزی آن فعالیت‌های اقتصادی گوناگون دارند.شهر لیون مرکز تهیه پارچه‌های ابریشمی است. بوردو بندر شراب و نیس گردشگاهی بسیار معروف است. معادن آهن فرانسه در شمال شرق آن کشور است و نزدیک آن محل کارخانه‌های فولادسازی بسیاری تأسیس شده است. میلیون‌ها نفر از مردم فرانسه در کارخانه کار می‌کنند و به کسب و تجارت اشتغال دارند. در فرانسه چند هزار کیلومتر شاهراه آبی وجود دارد و قایق‌ها در سراسر این راه‌ها رفت‌وآمد می‌کنند.
امروزه دولت سوسیالیست، بسیاری از شرکت‌های بزرگ، بانک‌ها و بیمه‌ها را خصوصی اعلام نموده است؛ اما چندین شرکت بزرگ همچون ایرفرانس، فرانس تله‌کوم، رنو و تالس در اختیار دولت است و در برخی از امور به ویژه نیرو، ترابری همگانی و صنایع دفاعی دولت حاکمیتی دارد.
بخش ارتباطات راه دور برای بخش خصوصی کم‌کم آزاد شده است.

### صنایع
از جمله مهم‌ترین صنایع کشور می‌توان به صنایع فلزکاری، ماشین‌آلات، شیمیایی، وسائط نقلیه، مواد خوراکی و مشروبات، منسوجات و البسه، هواپیماسازی، کشتی‌سازی، پتروشیمی، الکتریکی، اتمی و نظامی اشاره نمود. گندم، جو، سیب‌زمینی، چغندرقند، سیب، ذرت، برنج، انگور، پنیر، ماهی، گاو و خوک نیز مهم‌ترین محصولات کشاورزی و دامپروری کشور را تشکیل می‌دهند.

### معادن
مهم‌ترین معادن کشور آهن، بوکسیت، پتاس، زغال سنگ، نیکل، نمک، نفت، گازطبیعی، سولفور، ماده اولیه ساختمانی، سرب و روی، فسفات، پیریت و اورانیوم می‌باشد. ذخایر زیرزمینی نفت فرانسه نیز به ۵۰ میلیون بشکه می‌رسد.

### ترابری همگانی
در کشور فرانسه بالغ بر ۸۴۰ هزار کیلومتر راه آسفالته و بزرگراه وجود دارد. طول راه‌آهن مورد استفاده نیز بیش از ۵۵۵، ۴۲ کیلومتر بوده و ارتباطات هوایی بین‌المللی این کشور توسط شرکت‌های هواپیمایی ایرفرانس، (UTA) و پروازهای داخلی توسط ایر- اینتر صورت می‌پذیرد.

### گردشگری
فرانسه در سال ۲۰۱۳ با ۸۴٫۷ میلیون گردشگر خارجی محبوب‌ترین و نخستین کشور در رتبه‌بندی گردشگری جهان و سومین کشور پر درآمد گردشگری نام گرفت.
در سال ۲۰۰۶، ۷۹٫۱ میلیون نفر گردشگر به فرانسه سفر کرده‌اند که این شمار بیشترین در میان کشورهای جهان بوده است. درآمد فرانسه از این شمار گردشگر برابر ۴۶٫۳ میلیارد دلار بوده است.
با ۷۰ میلیون گردشگر در سال ۱۹۹۸ نیز، فرانسه نخستین کشور توریستی جهان، بالاتر از اسپانیا، آمریکا، ایتالیا، انگلستان، چین و مکزیک قرار گرفته‌بود.

#### زیباترین روستاهای فرانسه
زیباترین روستاهای فرانسه (به فرانسوی: Les Plus Beaux Villages de France) یک انجمن جداگانه ایجاد شده در سال ۱۹۸۲ است که با هدف تشویق روستاهای کوچک و زیبا برای بهبود جاذبه‌های گردشگری تشکیل شده است. تا سال ۲۰۱۵ شمار ۱۵۵ روستا این برچسب را داشته و جزء این طرح شده‌اند.

## جمعیت‌شناسی
با برآورد کل جمعیتی نزدیک ۶۵٫۲ میلیون  نفر در ۲۰۲۰؛ فرانسه ۲۲ امین کشور پرجمعیت در جهان و سومین کشور پرجمعیت در اروپا است.
روز ملی فرانسه چهاردهم ژوئیه است. حاکمیت و بیشترین با مسیحیت کاتولیک است، اما پروتستان‌ها، یهودی‌ها و مسلمانان نیز در این کشور زندگی می‌کنند.
میانگین سنی مردم فرانسه ۴۲٫۳ سال است. امید به زندگی برای مردان ۸۰٫۳ و برای زنان ۸۵٫۸ سال می‌باشد.
۸۱٫۵ درصد مردم فرانسه در مناطق شهری سکونت دارند.

## فرهنگ

نماد گل زنبق شناخته شده به عنوان گل ملی در فرانسه

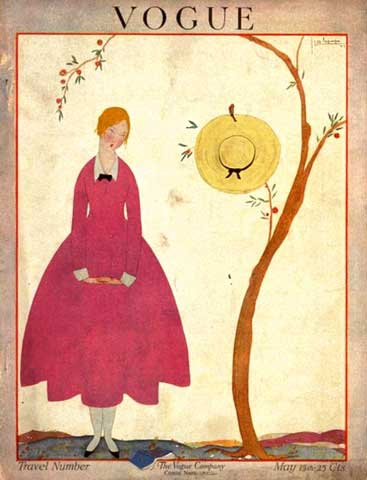
روی جلد مجله ووگ، یکی از چندین نماد مد و پوشاک در فرانسه.

برخی آثار مهم فرهنگی و تاریخی این کشور عبارت‌اند از:
- برج ایفل «با حدود ۵٫۶ میلیون نفر بازدیدکننده در سال»
- دیزنی لند پاریس «با حدود ۵٫۱۲ میلیون نفر بازدیدکننده در سال»
- بلوارشانزه‌لیزه
- موزه لوور «با حدود ۵٫۶ میلیون نفر بازدیدکننده در سال»
- موزه اورسی «با حدود ۶ میلیون نفر بازدیدکننده در سال»
- کلیسای نوترودام «با حدود ۱۲ میلیون نفر بازدیدکننده در سال»
- کاخ ورسای
- پانتئون (پاریس)
- قصر سلطنتی
- کلیسای سکره کر
- کاخ تویلری
- کاخ پلنتس
- کاخ لوکزامبورگ
- مرکز ژرژ پمپیدو
- قبرستان پرلاشز
- طاق نصرت تریومفه
- عمارت دیفنس
- عمارت اینولید
- میدان کونکورد
- بیبلیوتک ناسیونال یا کتابخانه ملی فرانسه
- خیابان ریولی
- دانشگاه سوربن
- کاخ انستیتو یا عمارت فرهنگستان فرانسه
- اپرا گارنیر
- مادلین
- قلعه وینسنز
- کاخ کونسنژری
- قطار تندرو ت ژ و
- کاخ ووژن
- کاخ شایلوت
- عمارت گرند پله یا گراند پالاس
- برج مون‌پارناس
- میدان وندوم
- ایکل میلیتیر یا عمارت مدرسه عالی علوم نظامی
- تئاتر لاویل
- پل الکساندر سوم
- پاریس پلج
- خیابان کاردینال دو بویس
- ورزشگاه استاد دو فرانس
- مجلس ملی یا کاخ بوربون
- هتل دویل یا سالن شهر
- هتل ریتز
- رستوران آلزاس
- رستوران ماکزیم
- هتل اینولید